# Брайант, Фил
Дьюи Филип (Фил) Брайант (англ. Dewey Phillip "Phil" Bryant, 9 декабря 1954, Мурхед, Миссисипи) — американский политик, представляющий Республиканскую партию. Губернатор штата Миссисипи с января 2012 года по январь 2020 года. Ранее с 2008 года лейтенант-губернатор штата Миссисипи.

## Биография
Брайант родился 9 декабря 1954 года в округе Санфлауэр (штат Миссисипи). Получил степень бакалавра в Университете Южного Миссисипи. В это же время с 1976 года по 1981 год работал заместителем шерифа в округе Хиндс. Затем уже получил степень магистра в Колледже Миссисипи в Клинтоне.
Фил Брайант выиграл республиканские праймериз на губернаторских выборах в 2011 году. 10 января 2012 года был приведён к присяге как 64-й губернатор штата Миссисипи.
У Брайанта и его супруги Деборы двое детей — Кэти и Патрик, а также трое внуков.